# 笠松町福祉会館
笠松町福祉会館（かさまつちょうふくしかいかん）とは、岐阜県羽島郡笠松町にある公共施設。
単に福祉会館ともいう。

## 概要
老人福祉センターと学習等供用施設の複合施設である。1981年（昭和56年）12月開館。老人福祉センターは笠松町在住の60歳以上の人は無料で利用可能。

## 施設概要
1階：老人福祉センター
- ホール
- 和室
- 集会室
- 機能回復訓練室
- カラオケ室
- 浴室

2階：学習等供用施設
- 学習室（1 - 3)
- 集会室（1 - 3)

## 利用案内
- 利用時間
  - 老人福祉センター：9：00～17：00（月 - 金）、9：00～12：00（土）、カラオケ室、浴室は利用時間が異なる。
  - 学習等供用施設：9：00～21：30
- 休館日：日曜日、祝日、年末年始（12月29日～1月3日）
- 老人福祉センター：無料
- 学習等供用施設：有料、事前予約が必要。

## 交通アクセス
- 名鉄名古屋本線・竹鼻線「笠松駅」下車、徒歩で約5分。
- 笠松町公共施設巡回町民バス「[福祉会館」バス停より徒歩ですぐ。
- 岐阜バス笠松県庁線「岐阜工業高校前」バス停より徒歩で約5分。